# NGC 131
NGC 131 là một thiên hà xoắn ốc được phát hiện vào ngày 25 tháng 9 năm 1834 bởi John Herschel. Thiên hà này thuộc nhóm thiên hà NGC 134: NGC 115, NGC 148, NGC 150, PGC 2000 (thường bị nhầm lẫn với IC 1554), IC 1555 và PGC 2044.

## Xuất hiện
John Herschel mô tả thiên hà là "mờ nhạt, khá lớn, mở rộng khá nhiều, ở giữa rất sáng hơn."